# Fredensborgkredsen
Fredensborgkredsen er fra 2007 en opstillingskreds i Nordsjællands Storkreds. I 1920-2006 var kredsen en opstillingskreds i Frederiksborg Amtskreds. I 1849-1920 var kredsen en valgkreds til Folketinget.
Den 8. februar 2005 var der 76.376 stemmeberettigede vælgere i kredsen.

## Valgkreds 1849-1920
Kredsen blev oprettet i 1849 som en af 100 enkeltmandsvalgkredse til Folketinget. Det officielle navn var Frederiksborg Amts 2. Valgkreds. Ved oprettelsen bestod kredsen af følgende områder:
- Asminderød Sogn inkl. Fredensborg, Grønholt Sogn (Asminderød-Grønholt Kommune)
- Søborg Sogn, Gilleleje Sogn (Søborg-Gilleleje Kommune)
- Græsted Sogn, Mårum Sogn (Græsted-Mårum Kommune)
- Esbønderup Sogn, Nødebo Sogn (Esbønderup-Nødebo Kommune)
- Karlebo Sogn (Karlebo Kommune)
- Hørsholm Sogn (Hørsholm] Kommune)

Valgkredsens valgsted var i Fredensborg. Kredsen blev i 1918 udvidet med Alsønderup Kommune (Alsønderup Sogn), Blovstrød Kommune (Blovstrød Sogn) og Birkerød Kommune (Birkerød Sogn) som tidligere havde tilhørt Hillerødkredsen.

### Folketingsmedlemmer valgt i Fredensborgkredsen
De anførte kildehenvisninger i parentes henviser til bind og sidetal i værket Rigsdagens medlemmer gennem hundrede aar 1848-1948.
- Jørgen Rasmussen 4. december 1849 — 4. august 1852 (II, s. 149)
- W.G.O. Bauditz 4. august 1852 — 17. december 1852 (nedlagde mandatet) (I, s. 27-28)
- Ludvig Jung 26. februar 1853 — 14. juni 1858 (I, s. 274)
- H.C.J. Beck 14. juni 1858 — 7. juni 1864 (I, s. 29)
- Johan Grundtvig 7. juni 1864 — 12. oktober 1866 (I, s. 166-167)
- C. Brun 12. oktober 1866 — 22. september 1869 (I, s. 74)
- Lars Larsen 22. september 1869 — 25. april 1876 (II, s. 6-7)
- Johannes Hage 25. april 1876 — 3. april 1901 (I, s. 174)
- Jens Christensen 3. april 1901 — 30. januar 1903 (døde i embedet) (I, s. 96)
- Lars Pedersen Annisse 16. juni 1903 — 29. maj 1906 (II, s. 120-121)
- Johan Knudsen 29. maj 1906 — 20. maj 1913 (I, s. 293-294)
- Christen Moesgaard-Kjeldsen 20. maj 1913 — 21. april 1920 (II, s. 50)

## Valgsteder 2015
Kredsen rummede i 2015 flg. kommuner og valgsteder::
1. Fredensborg Kommune
  1. Asminderød
  2. Fredensborg
  3. Humlebæk
  4. Baunebjerg
  5. Ullerød
  6. Brønsholm
  7. Niverød
  8. Karlebo
  9. Nivå
2. Hørsholm Kommune
  1. Hørsholm
  2. Usserød
  3. Rungsted
  4. Grønnegade
  5. Vallerød

## Folketingskandidater pr. 25/11-2018
| Liste | Parti                       | Kandidat | Bemærk                                                                                |
| ----- | --------------------------- | --- | ------------------------------------------------------------------------------------- |
| A     | Socialdemokratiet           | Per Frost Henriksen |                                                                                       |
| B     | Radikale Venstre            | Kristian Hegaard |                                                                                       |
| C     | Det Konservative Folkeparti | |                                                                                       |
| D     | Nye Borgerlige              | Mette Thiesen, Leif Barbré Knudsen                                                                                      | Mette Thiesen er spidskandidat i samtlige opstillingskredse i Nordsjællands Storkreds |
| F     | Socialistisk Folkeparti     | |                                                                                       |
| I     | Liberal Alliance            | |                                                                                       |
| O     | Dansk Folkeparti            | Morten Messerschmidt |                                                                                       |
| V     | Venstre                     | Kristian Nørgaard Jensen                                                                                                |                                                                                       |
| Ø     | Enhedslisten                | Annie Hagel |                                                                                       |
| Å     | Alternativet                | Christian Poll, Theresa Scavenius, Julie Katinka Herdal Molbech, Allon Hein Sørensen, Bina Aylen Seff, Susan Kjeldgaard | Er opstillet i samtlige opstillingskredse i Nordsjællands Storkreds                   |